# Miravete de la Sierra
Miravete de la Sierra é um município da Espanha na província de Teruel, comunidade autónoma de Aragão. Tem 36,5 km² de área e em 2021 tinha 38 habitantes (densidade: 1 hab./km²).

## Demografia
| Variação demográfica do município entre 1991 e 2004 | Variação demográfica do município entre 1991 e 2004 | Variação demográfica do município entre 1991 e 2004 | Variação demográfica do município entre 1991 e 2004 |
| --------------------------------------------------- | --------------------------------------------------- | --------------------------------------------------- | --------------------------------------------------- |
| 1991                                                | 1996                                                | 2001                                                | 2004                                                |
| 49                                                  | 50                                                  | 42                                                  | 41                                                  |